# Wilfried Weissgärber
Wilfried Weissgärber (* 9. April 1941 in Braunau, Sudetenland) ist ein ehemaliger Beamter beim Finanzamt St. Pölten und im Magistrat St. Pölten, Kommandant der Freiwilligen Feuerwehr St. Pölten und Kommandant des Niederösterreichischen Landesfeuerwehrverbandes.

## Leben
Wilfried Weissgärber wurde im Sudetenland geboren. In den Wirren der letzten Kriegstage kam er nach St. Pölten. Nach Abschluss der Pflichtschule, absolvierte er eine Schlosserlehre und kam anschließend zum österreichischen Bundesheer. Mit 21 Jahren trat er in die Freiwillige Feuerwehr St. Pölten ein.
Beruflich arbeitete Wilfried Weissgärber zunächst in der Finanzbehörde, wechselte aber im Jahr 1991 zum Magistrat der Stadt St. Pölten.
Er setzte sich unter anderem sehr für die Feuerwehrjugend in Niederösterreich ein. Er übernahm im Jahr 1995 die Funktion des Landesfeuerwehrkommandanten von seinem Vorgänger Erwin Nowak, sein Nachfolger wurde 2006 Josef Buchta.

## Funktionen, Beförderungen und Ernennungen
- Kommandant-Stellvertreter der Freiwilligen Feuerwehr St. Pölten
- Kommandant der Freiwilligen Feuerwehr St. Pölten
- Kommandant des Bezirksfeuerwehrkommandos St. Pölten
- Kommandant des Niederösterreichischen Landesfeuerwehrverbandes (1995)
- Landesbranddirektor (1995)
- Ehrenlandesbranddirektor (2006)

## Leistungsabzeichen und Auszeichnungen (Auszug)
- Silbernes Komturkreuz des Ehrenzeichens für Verdienste um das Bundesland Niederösterreich (2006)
- Großes Goldenes Ehrenzeichen für Verdienste um das Bundesland Niederösterreich (2001)
- Ehrenzeichen für Tätigkeit auf dem Gebiete des Feuerwehr- und Rettungswesens für 50 Jahre
- Ehrenzeichen für Tätigkeit auf dem Gebiete des Feuerwehr- und Rettungswesens für 40 Jahre
- Ehrenzeichen für Tätigkeit auf dem Gebiete des Feuerwehr- und Rettungswesens für 25 Jahre
- Verdienstzeichen des Österreichischen Bundesfeuerwehrverbandes
- Verdienstzeichen des Niederösterreichischen Landesfeuerwehrverbandes
- Ehrenring der Stadt St. Pölten (2005)
- Feuerwehrleistungsabzeichen in Gold